# Castillo de Mongenan
El castillo de Mongenan (en francés: Château de Mongenan) es un château del siglo XVIII, jardín botánico y museo, situado en Portets, Francia. 
El jardín está clasificado desde el 2003, por el Comité de Parques y Jardines del Ministerio de Cultura de Francia como Jardin Remarquable.
El castillo de Mongenan está inscrito como Monument historique desde el 2003.

## Localización
Château de Mongenan 16 rue Mongenan, Code Postal 33640 Portets, Gironde, Aquitaine France-Francia. 
Planos y vistas satelitales, 44°41′46″N 0°25′51″O / 44.69611, -0.43083
Está abierto al público en los meses cálidos del año todos los días.

## Historia

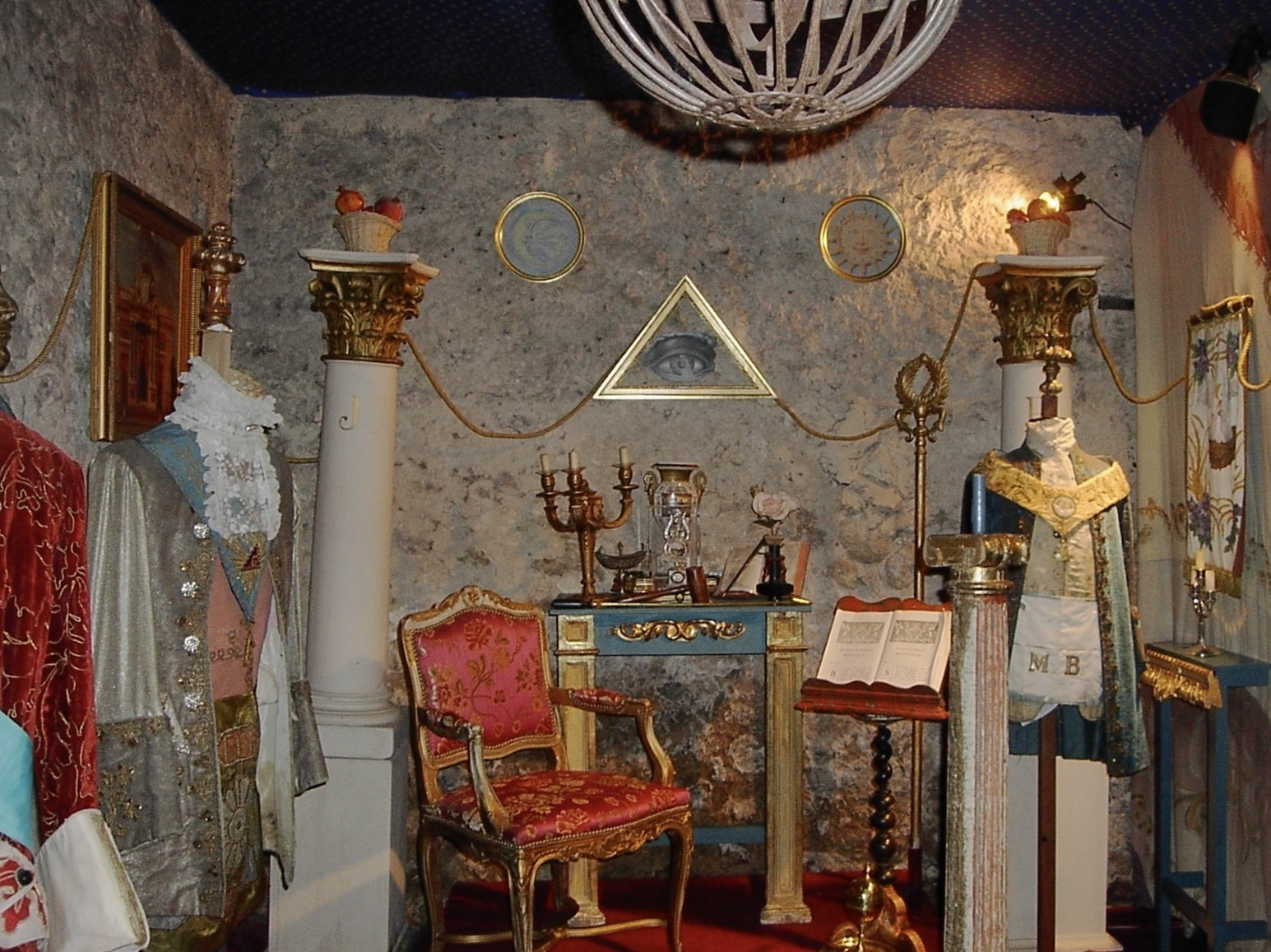
El templo masónico del en el Château Mongenan.

El Château de Mongenan fue construido en 1736 en estilo neoclásico por el arquitecto Le Herissey para el Barón Antoine de Gascq, cofundador con Montesquieu de la « Académie des Sciences, Belles-lettres et Arts de Bordeaux»  y Presidente del Parlamento de Guyenne. 
También es la casa natal de Claude Antoine de Valdec de Lessart, hijo natural del baron de Gascq.
El jardín botánico fue creado en 1741 por el Baron de Gasq, inspirado por su amigo y profesor de música Jean-Jacques Rousseau basándose en las teorías del botánico Linnaeus, quien pensaba que todas las plantas eran valiosas, ya fueran ornamentales, medicinales, silvestres, o cultivadas con fines nutricionales.
El jardín en su conjunto conforma el ideal de jardín pre-romántico descrito por Rousseau en Julie, la nouvelle Héloïse, pleno de aromas y colores.  
En el château podemos visitar un templo masónico, utilizado de 1750 a 1898, y que constituye el único ejemplo mantenido en el Estado de templo masónico francés del siglo XVIII.

## Colecciones botánicas
El jardín botánico que actualmente contemplamos está mantenido como el original del siglo XVIII, con: 
- Verduras cultivadas en el siglo XVIII,
- Variedades de árboles frutales,
- Colección de variedades de rosas del siglo XVIII.[4]
- Colección de aster, iris, y dalias,
- Colección de plantas aromáticas, y plantas usadas para hacer perfumes.
- Colección de plantas de tubérculos y jazmines.